# Merce Death
Merce Death（メルセデァス）は、2002年から東京都内を中心に活動をしている、大野真吾によるソロプロジェクトの名称。

## 解説
Merce Deathは、エレクトリック・ギターと、数種類のエフェクター、そして足踏みサンプラーを使う事により、一人で演奏しているにもかかわらず、複数人で演奏されるバンドのような音楽を奏でる。
あくまでもライブ（GIG）のための活動形態であるという事にこだわっており、録音物のリリースは特に行っていない。YouTubeやUstream等のソーシャルメディアを活用しながら、独自のスタンスで音楽活動を続けている。Ustreamを使い自宅から行った『World Tour from My Room』、webサイト上でジャムセッションを行う『World Jam Band』、ギターを弾くと、テスラコイルという機械から雷が発生する『テスラコイルギター』等、テクノロジーと音楽を融合させた実験のようなプロジェクトを数多く行っている。